# Östen Bergstrand
Carl Östen Emanuel Bergstrand, född 1 september 1873 i Stockholm, död 27 september 1948 i Uppsala, var en svensk astronom.

## Biografi
Bergstrand avlade studentexamen vid Beskowska skolan 1891, och påbörjade studierna vid Uppsala universitet samma år. Han blev 1899 filosofie doktor och docent i astronomi vid Uppsala universitet på doktorsavhandlingen Undersökningar öfver stellarfotografiens användning vid bestämningen af fixstjärnornas årliga parallaxer. År 1901 utnämndes han observator, och åren 1911–1938 verkade Bergstrand som professor i astronomi och chef för Uppsala astronomiska observatorium. 
Bergstrands tidigare forskning fokuserade på astrometri, särskilt genom mätningar på fotografiska glasplåtar för att mäta stjärnors parallax. Han använde Uranus månars omloppsbanor för att beräkna Uranus rotation och tillplattning vid ekvatorn. Han studerade även solens korona, och använde då bland annat fotografier från solförmörkelseexpeditionen till Österforse i augusti 1914 som han själv deltog i. Han skrev även populärvetenskap och utgav bland annat böckerna Astronomi för alla (1909) (en bearbetning efter Simon Newcomb) och Astronomi (1925), samt var svensk redaktör för Nordisk astronomisk tidskrift från 1921.
Bergstrand blev 1913 ledamot och senare sekreterare vid Kungliga Vetenskaps-Societeten i Uppsala, och 1924 ledamot av Kungliga Vetenskapsakademien. Han var ordförande i Svenska astronomiska sällskapet åren 1933-1942. Han blev vice president i Internationella astronomiska unionen (IAU) 1935, och korresponerande ledamot av Franska vetenskapsakademin 1938.
Månkratern Bergstrand har uppkallats efter honom.

### Familj
Östen Bergstrand var son till professor Carl Erik Bergstrand och hans hustru Jenny Wallin.
Han var gift med Anna Ericsson (1867–1937) från 1901 till hennes död 1937, och med Ingrid Svensson (1877–1968) från 1942 till sin egen död 1948. Han är begravd på Uppsala gamla kyrkogård.